# 久延彦神社
久延彦神社（くえびこじんじゃ）は、奈良県桜井市三輪にある神社。久延彦社（くえびこしゃ）とも。大神神社末社。

## 祭神
- 久延毘古命

## 社伝
大三輪神三社鎮座次第には曽富止神社とあり、神代よりこの地に祀られると伝わる。

## 境内
境内地148坪。
- 本殿 - 春日造檜皮葺0.1坪[3][1]。春日大社本殿の移しとの説がある[4]。
- 玉垣（木）[3]
- 拝殿・授与所 - 瓦葺一棟12.5坪[3]。
- 鳥居二基（木） - 1963年（昭和38年）12月新設[3]。
- 休憩所（コンクリート造） - 9坪、コンクリート打ち、1967年（昭和42年）12月及び1973年（同48年）9月新設[3]。